# Van Hansis
Van Hansis (døbt Evan Vanfossen Hansis; født 25. september 1981) er en amerikansk skuespiller. Van Hansis er stjerne i CBS-sæbeoperaen As The World Turns som personen Luke Snyder. Han er en af hovedstjernernes (Holden og Lily Snyder) søn, også selvom hans biologiske far er Damian Grimaldi. Van blev Luke Snyder d. 14. september i 2005. Han overtog rollen fra Jake Weary. Kort efter han tog over rollen som Luke, sprang Luke ud som bøsse i 2006. Luke er så senere sammen med Noah Mayer (Jake Silberman). Det er det første mandlige par i soap operaernes historie.[kilde mangler]